# When I Fall in Love
When I Fall in Love è una canzone popolare scritta da Edward Heyman (testi) e Victor Young (musica) e introdotta nella colonna sonora del film Operazione Z (One Minute to Zero). Il tema fu cantato e inciso per la prima volta da Jeri Southern nell'aprile 1952, il compositore, Victor Young, arrangiò e produsse la canzone che divenne un classico. 
Ben presto numerosi artisti registrarono la loro propria versione: Doris Day la incise il 5 giugno 1952 e la pubblicò nel luglio, come singolo dalla Columbia Records insieme alla traccia del lato B, Take Me in Your Arms. La canzone raggiunse la ventesima posizione della classifica di Billboard.

Nel 1996 Natalie Cole pubblicò una cover in "duetto virtuale" con suo padre Nat King Cole, sulla sua incisione del 1956. Il brano vinse due Grammy Award nel 1996, uno nella categoria Miglior collaborazione pop vocale e l'altro per Miglior arrangiamento strumentale accompagnato vocalmente.

## Testo e significato
When I Fall In Love è una ballata sincera e senza tempo.  Il testo descrive le profonde emozioni vissute quando ci si innamora. Descrive la vulnerabilità, l'eccitazione e il senso di resa che accompagna il viaggio dell'innamoramento di qualcuno. La canzone esplora la magia e l’euforia che l’amore crea nelle nostre vite, evidenziando la gioia e la speranza che derivano dall’aprire i nostri cuori a qualcuno di speciale.

## Cover di altri interpreti

### Anni '60
- Una versione fu registrata da Nat King Cole il 28 dicembre 1956 e pubblicata nel 1957 dalla Capitol Records nell'album Love Is the Thing (numero di catalogo SW824).[4] La canzone fu utilizzata anche nel film Istanbul del 1957, dove anche Cole recitò e cantò la canzone. Il singolo fu pubblicato nel Regno Unito nel 1957 e raggiunse la posizione numero due della classifica dei singoli britannici. Questa registrazione fu ripubblicata nel 1987 e raggiunse la numero quattro. Dal 2014, la versione di Nat King Cole è utilizzata come sigla delle pubblicità della compagnia energetica scozzese SSE.
- Johnny Mathis registrò una propria versione di When I Fall in Love inserita nel suo album del 1959, Open Fire, Two Guitars, la quale scalò le classifiche di Regno Unito e di molti altri paesi.[5]
- Un'altra cover fu registrata dall'attrice americana Sandra Dee nel 1960.[6]
- La cantante jazz statunitense Etta Jones pubblicò una versione della canzone nel 1960, che trascorse otto settimane nella Billboard Hot 100, raggiungendo la posizione numero 65.[7]
- Il trio pop vocale americano The Lettermen pubblicò come singolo nel 1961 una cover del classico When I Fall in Love e divenne molto popolare, infatti riuscì a rimanere in classifica 14 settimane, raggiungendo la posizione numero 7, mentre raggiungeva la numero 1 della Billboard Easy Listening.[8] Il batterista rock 'n' roll/rithm and blues Earl Palmer suonò su questa versione.
- Il violinista canadese Guy Lombardo registrò anche lui la canzone. La sua versione fu pubblicata nel 1962 e apparse sul suo LP dell'etichetta Decca, By Special Request.
- Johnny Crawford, idolo dei teenager e star televisiva, registrò una sua versione di When I Fall in Love, pubblicata nel 1963.[9]
- Tom Jones nel 1966 pubblicò un album sotto l'etichetta Decca, intitolato From the Heart e contenente una nuova versione di When I Fall in Love.[10]

### Anni '70
- Donny Osmond cantò una cover del brano nel 1973 per il suo album, A Time for Us. La canzone pubblicata come singolo trascorse tredici settimane nella Billboard Hot 100, raggiungendo la posizione numero 55, mentre nel Regno Unito ottenne un ottimo successo perché raggiunse la quarta posizione della classifica dei singoli più venduti.[11]

## When I Fall in Love(versione di Rick Astley)
- The Carpenters registrarono questa canzone per il loro ultimo speciale televisivo, Music, Music, Music! del 1980. Richard Carpenter pubblicò la cover ufficialmente sul loro album Lovelines nel 1989, sei anni dopo la morte della sorella Karen.[12] La canzone apparve anche nella loro seconda raccolta, Interpretations, pubblicata nel 1994.[13] Richard pubblicò anche una VHS intitolata Interpretations, la quale conteneva il videoclip musicale della loro versione di When I Fall in Love.[14]
- Nel 1984, Linda Ronstadt registrò una versione del classico e la inserì come prima traccia del suo album Lush Life, pubblicato nel 1984.[15] Il brano fu distribuito come singolo promozionale dell'album e raggiunse la posizione numero 24 della Hot Adult Contemporary Tracks di Billboard.
- Anche Natalie Cole registrò una cover del classico e lo fece per ben due volte. La prima versione, di genere R&B/smooth jazz, fu inserita nel suo album del 1987, Everlasting (numero 14 nella classifica americana Adult Contemporary), mentre la seconda versione, di genere più tradizionale, registrata per il suo album del 1996, Stardust, fu registrata in duetto virtuale con suo padre, Nat King Cole, la cui voce fu tratta dalla sua versione del 1956.[16][17] Questa versione vinse nel 1996 un Grammy Award per la migliore collaborazione pop vocale e un Grammy Award per il miglior arrangiamento strumentale e vocale, ottenuto dagli arrangiatori Alan Broadbent e David Foster.[2]

## When I Fall in Love(versione di Céline Dion e Clive Griffin)
- Anche il pianista e cantante americano Little Willie Littlefield registrò una cover della canzone per il suo album del 1990, Singalong with Little Willie Littlefield.[18]

### Anni 2000
- Nel 2002 il cantante country Kenny Rogers incluse una cover del tema nella sua raccolta di canzoni d'amore Love Songs.[19]
- Barry Manilow incluse la sua versione di When I Fall in Love nel suo album del 2006 contenente i successi degli anni '60: The Greatest Songs Of The Sixties.[20]
- La cantante crossover Lesley Garrett registrò la cover del classico per il suo album del 2007 intitolato When I Fall in Love.[21]
- La cantante Eleonor Ågeryd ha inciso nel 2019 con il pianista Joel Lyssarides una cover in svedese, intitolata Skulle jag bli kär ed inserita nell'album Kärlek i vått & torrt.